# Bruno Muccioli
Bruno Muccioli (Detroit, 7 agosto 1960) è un ex calciatore sammarinese, di ruolo difensore.